# Masters de Canadá 2023
El Masters de Canadá 2023 fue un torneo de tenis que se jugó en pista dura al aire libre. Se trató de la edición 133.ª (para los hombres) y la 121.ª (para las mujeres) del Masters de Canadá, y fue parte de los ATP Tour Masters 1000 de los Torneos ATP en 2023, y de los WTA 1000 en los Torneos WTA en 2023. El torneo femenino se disputó en el estadio Uniprix de Montreal, y el masculino en el Sobeys Stadium de Toronto, del 7 al 13 de agosto de 2023, el cual perteneció a un conjunto de torneos que forman parte del US Open Series 2023.

## Puntos y premios

### Distribución de Puntos
| Evento                  | G    | F   | SF  | CF  | R16 | R32 | R64 | C  | C2 | C1 |
| Individuales masculinos | 1000 | 600 | 360 | 180 | 90  | 45  | 10  | 25 | 16 | 0  |
| Dobles masculinos       | 1000 | 600 | 360 | 180 | 90  | 0   | —   | —  | —  | —  |
| Individuales femeninos  | 900  | 585 | 350 | 190 | 105 | 60  | 1   | 30 | 20 | 1  |
| Dobles femeninos        | 900  | 585 | 350 | 190 | 105 | 1   | —   | —  | —  | —  |

### Premios monetarios
| Evento                 | G          | F        | SF       | CF       | Ronda de 16 | Ronda de 32 | Ronda de 64 | Q2      | Q1     |
| Individuales Masculino | $1,019,335 | $556,630 | $304,375 | $166,020 | $88,805     | $47,620     | $26,380     | $13,515 | $7,080 |
| Individuales Femenino  | $454,500   | $267,690 | $138,000 | $63,350  | $31,650     | $17,930     | $12,848     | $3,150  | $1,905 |
| Dobles Masculino       | $312,740   | $169,880 | $93,310  | $51,470  | $28,310     | $10,860     | —           | —       | —      |
| Dobles Femenino        | $143,600   | $72,534  | $35,910  | $18,075  | $9,170      | $4,530      | —           | —       | —      |

## Cabezas de serie

### Individuales masculino
| N.º | Rank. | Tenista               | Puntos | Puntos por defender | Puntos ganados | Nuevos puntos | Ronda hasta la que avanzó en el torneo           |
| 1   | 1     | Carlos Alcaraz        | 9225   | 10                  | 180            | 9395          | Cuartos de final, perdió ante Tommy Paul [12]    |
| 2   | 3     | Daniil Medvédev       | 6360   | 10                  | 180            | 6530          | Cuartos de final, perdió ante Álex de Miñaur     |
| 3   | 5     | Casper Ruud           | 4985   | 360                 | 90             | 4715          | Tercera ronda, perdió ante Alejandro Davidovich  |
| 4   | 4     | Stefanos Tsitsipas    | 5090   | 10                  | 10             | 5090          | Segunda ronda, perdió ante Gaël Monfils [PR]     |
| 5   | 6     | Holger Rune           | 4825   | 45                  | 10             | 4790          | Segunda ronda, perdió ante Marcos Giron [Q]      |
| 6   | 7     | Andrey Rublev         | 4595   | 10                  | 10             | 4595          | Segunda ronda, perdió ante Mackenzie McDonald    |
| 7   | 8     | Jannik Sinner         | 3815   | 90                  | 1000           | 4725          | Campeón, venció a Álex de Miñaur                 |
| 8   | 9     | Taylor Fritz          | 3650   | 90                  | 90             | 3650          | Tercera ronda, perdió ante Álex de Miñaur        |
| 9   | 10    | Frances Tiafoe        | 3085   | 45                  | 10             | 3050          | Primera ronda, perdió ante Milos Raonic [WC]     |
| 10  | 12    | Félix Auger-Aliassime | 2680   | 180                 | 10             | 2510          | Primera ronda, perdió ante Max Purcell [Q]       |
| 11  | 13    | Cameron Norrie        | 2505   | 90                  | 10             | 2425          | Primera ronda, perdió ante Álex de Miñaur        |
| 12  | 14    | Tommy Paul            | 2345   | 180                 | 360            | 2525          | Semifinales, perdió ante Jannik Sinner [7]       |
| 13  | 16    | Alexander Zverev      | 2265   | 0                   | 45             | 2310          | Segunda ronda, perdió ante Alejandro Davidovich  |
| 14  | 15    | Borna Ćorić           | 2315   | 10                  | 10             | 2315          | Primera ronda, perdió ante Aleksandar Vukic [LL] |
| 15  | 17    | Hubert Hurkacz        | 2195   | 600                 | 90             | 1685          | Tercera ronda, perdió ante Carlos Alcaraz [1]    |
| 16  | 19    | Lorenzo Musetti       | 1950   | (45)                | 90             | 1995          | Tercera ronda, perdió ante Daniil Medvédev [2]   |

#### Bajas masculinas
| Rank. | Tenista         | Puntos antes | Puntos por defender | Puntos ganados | Puntos después | Motivo               |
| ----- | --------------- | ------------ | ------------------- | -------------- | -------------- | -------------------- |
| 2     | Novak Djokovic  | 8975         | 0                   | 0              | 8975           | Fatiga muscular.     |
| 11    | Karen Khachanov | 2900         | 45                  | 0              | 2855           | Fractura por estrés. |

### Dobles masculino
| Tenista                                  | Clasif | Preclasificados |
| Wesley Koolhof Neal Skupski              | 2      | 1               |
| Ivan Dodig Austin Krajicek               | 7      | 2               |
| Rajeev Ram Joe Salisbury                 | 11     | 3               |
| Rohan Bopanna Matthew Ebden              | 19     | 4               |
| Hugo Nys Jan Zieliński                   | 20     | 5               |
| Kevin Krawietz Tim Puetz                 | 24     | 6               |
| Marcel Granollers Horacio Zeballos       | 26     | 7               |
| Santiago González Édouard Roger-Vasselin | 26     | 8               |

### Individuales femenino
| Tenista             | Ranking | Preclasificados |
| Iga Świątek         | 1       | 1               |
| Aryna Sabalenka     | 2       | 2               |
| Elena Rybakina      | 3       | 3               |
| Jessica Pegula      | 4       | 4               |
| Caroline Garcia     | 6       | 5               |
| Cori Gauff          | 7       | 6               |
| Petra Kvitová       | 8       | 7               |
| María Sákkari       | 9       | 8               |
| Markéta Vondroušová | 10      | 9               |
| Daria Kasatkina     | 11      | 10              |
| Beatriz Haddad Maia | 13      | 11              |
| Belinda Bencic      | 15      | 12              |
| Madison Keys        | 16      | 13              |
| Karolína Muchová    | 17      | 14              |
| Liudmila Samsonova  | 18      | 15              |
| Victoria Azarenka   | 19      | 16              |

### Dobles femenino
| Tenista                                | Clasif | Preclasificados |
| Cori Gauff Jessica Pegula              | 7      | 1               |
| Storm Hunter Elise Mertens             | 11     | 2               |
| Kateřina Siniaková Beatriz Haddad Maia | 15     | 3               |
| Nicole Melichar Luisa Stefani          | 17     | 4               |
| Desirae Krawczyk Demi Schuurs          | 23     | 5               |
| Lyudmyla Kichenok Jeļena Ostapenko     | 35     | 6               |
| Shuko Aoyama Ena Shibahara             | 40     | 7               |
| Chan Hao-ching Giuliana Olmos          | 40     | 8               |

## Campeones

### Individual masculino
Jannik Sinner venció a  Álex de Miñaur por 6-4, 6-1

### Individual femenino
Jessica Pegula venció a  Liudmila Samsonova por 6-1, 6-0

### Dobles masculino
Marcelo Arévalo /  Jean-Julien Rojer vencieron a  Rajeev Ram /  Joe Salisbury por 6-3, 6-1

### Dobles femenino
Shuko Aoyama /  Ena Shibahara vencieron a  Desirae Krawczyk /  Demi Schuurs por 6-4, 4-6, [13-11]